# 참새 (영화)
참새(Sparrows)는 크로아티아에서 제작된 루나 루나슨 감독의 2015년 드라마 영화이다. 앳리 오스카 피알라슨 등이 주연으로 출연하였다.

## 출연

### 주연
- 앳리 오스카 피알라슨
- 크리스보그 켈드
- 라드 세르베드지야
- 잉그바 에거트 시거드슨